# Sự chia cắt Tiệp Khắc
Sự chia cắt Tiệp Khắc / sự phân rã Tiệp Khắc (tiếng Séc: Rozdělení Československa, tiếng Slovak: Rozdelenie Česko-Slovenska) có hiệu lực vào ngày 1 tháng 1 năm 1993, và là sự phân tách tự quyết của nước cộng hòa liên bang Tiệp Khắc thành các nước độc lập Cộng hòa Séc và Slovakia. Cả hai quốc gia này giống các quốc gia cũ Cộng hòa Xã hội Chủ nghĩa Séc và Cộng hòa Xã hội Chủ nghĩa Slovakia, được thành lập vào năm 1969 với tư cách là các quốc gia cấu thành của Cộng hòa Liên bang Tiệp Khắc.
Đôi khi nó được gọi là Cuộc ly hôn nhung, ám chỉ cuộc Cách mạng nhung không đổ máu năm 1989, dẫn đến việc kết thúc sự lãnh đạo của Đảng Cộng sản Tiệp Khắc.

## Bối cảnh

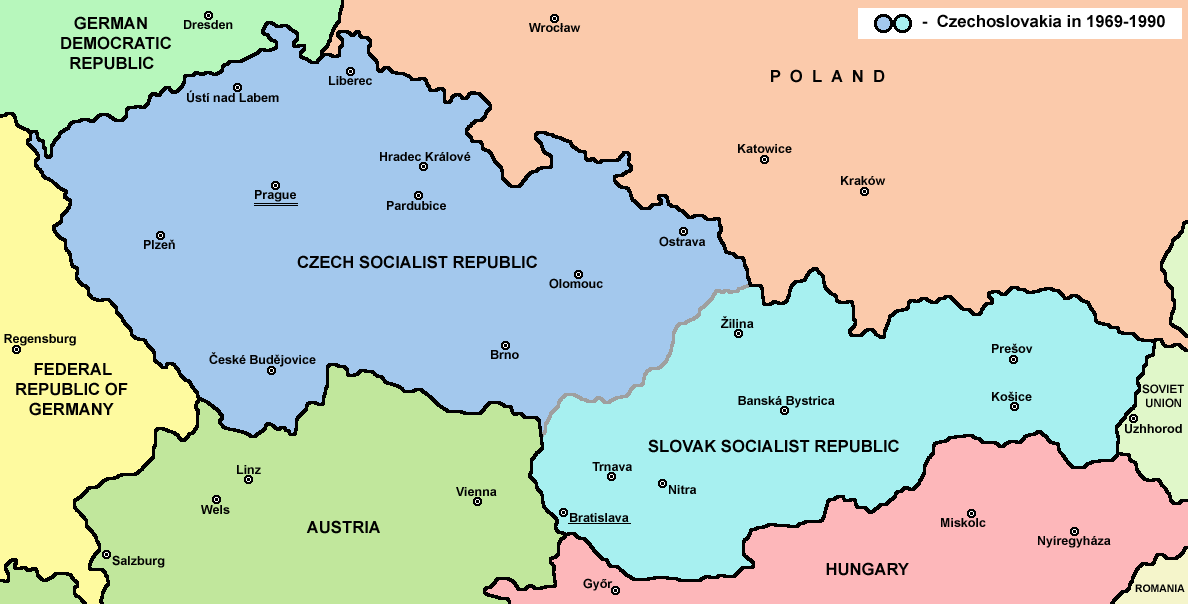
Tiệp Khắc từ năm 1968 (Luật Hiến pháp của Liên bang) đến năm 1989 (Cách mạng Nhung)

Tiệp Khắc được thành lập sau khi Đế quốc Áo-Hung tan rã vào cuối Thế chiến thứ nhất. Năm 1918, một cuộc họp diễn ra tại Pittsburgh, Pennsylvania, Hoa Kỳ, tại đó Tổng thống Tiệp Khắc tương lai Tomáš Garrigue Masaryk và các đại diện khác của Séc và Slovakia đã ký Hiệp định Pittsburgh, trong đó hứa hẹn một quốc gia chung bao gồm hai quốc gia bình đẳng: Slovakia và Séc. Ngay sau đó, ông và Edvard Beneš đã vi phạm thỏa thuận bằng cách thúc đẩy sự thống nhất lớn hơn tạo thành một quốc gia duy nhất.
Một số người Slovakia không ủng hộ sự thay đổi này, và vào tháng 3 năm 1939, với áp lực từ Adolf Hitler, Cộng hòa Slovakia thứ nhất được thành lập như một quốc gia vệ tinh của Đức với chủ quyền hạn chế. Sự liên kết với Liên Xô sau Thế chiến II đã giám sát việc thống nhất 2 nước trở thành Cộng hòa Tiệp Khắc thứ ba.
Năm 1968, Luật Liên bang Hiến pháp khôi phục lại cấu trúc liên bang chính thức theo hình thức của năm 1917, nhưng trong Thời kỳ Bình thường hóa vào những năm 1970, Gustáv Husák, mặc dù bản thân là người Slovakia, đã trao lại phần lớn quyền kiểm soát cho Praha. Cách tiếp cận đó đã khuyến khích sự phát triển trở lại của chủ nghĩa ly khai sau khi chủ nghĩa cộng sản tại Tiệp Khắc sụp đổ.

## Phân chia
Đến năm 1991, GDP bình quân đầu người của Cộng hòa Séc cao hơn Slovakia khoảng 20%. Việc chuyển các khoản thanh toán từ ngân sách Séc sang Slovakia, vốn là quy định trước đây, đã bị dừng vào tháng 1 năm 1991.
Nhiều người Séc và người Slovakia mong muốn sự tồn tại tiếp tục của một nước Tiệp Khắc liên bang. Tuy nhiên, một số đảng lớn của Slovakia ủng hộ một hình thức chung sống lỏng lẻo hơn và Đảng Quốc gia Slovakia chọn một Slovakia hoàn toàn độc lập và có chủ quyền. Trong một vài năm, các đảng phái chính trị lại nổi lên, nhưng các đảng phái của Séc có rất ít hoặc không có mặt ở Slovakia và ngược lại. Để có một nhà nước thực sự hoạt động, chính phủ yêu cầu Praha tiếp tục kiểm soát, nhưng người Slovakia tiếp tục yêu cầu phân quyền.
Năm 1992, Cộng hòa Séc thực hiện bầu Václav Klaus và những chính trị gia khác, những người này yêu cầu một liên bang chặt chẽ hơn ("liên bang khả thi") hoặc hai quốc gia độc lập. Vladimír Mečiar và các chính trị gia hàng đầu khác của Slovakia muốn có một liên minh kiểu liên bang. Cả hai bên đã mở các cuộc đàm phán thường xuyên và căng thẳng vào tháng 6. Vào ngày 17 tháng 7, quốc hội Slovakia đã thông qua tuyên bố độc lập của quốc gia Slovakia. Sáu ngày sau, Klaus và Mečiar đồng ý giải tán Tiệp Khắc tại một cuộc họp ở Bratislava. Tổng thống Tiệp Khắc Václav Havel từ chức thay vì giám sát việc giải thể quốc gia, điều mà ông đã phản đối. Trong một cuộc thăm dò dư luận vào tháng 9 năm 1992, chỉ có 37% người Slovakia và 36% người Séc ủng hộ việc giải thể.
Mục tiêu của các cuộc đàm phán chuyển sang đạt được sự phân chia hòa bình. Sự phân chia hòa bình được ưu tiên vì quá trình này diễn ra song song với sự tan rã một cách bạo lực của Nam Tư (một nhà nước liên bang xã hội chủ nghĩa khác gồm các nhóm người Slavơ được thành lập sau khi Áo-Hungary tan rã) đã thúc đẩy giới tinh hoa tránh sự bùng phát như vậy ở Tiệp Khắc. Vào ngày 13 tháng 11, Quốc hội Liên bang đã thông qua Đạo luật Hiến pháp 541, trong đó giải quyết việc phân chia tài sản giữa các vùng đất của Séc và Slovakia. Với Đạo luật Hiến pháp 542, được thông qua vào ngày 25 tháng 11, các chính trị gia đồng ý giải thể Tiệp Khắc vào ngày 31 tháng 12 năm 1992.
Sự chia cắt này diễn ra mà không có bạo lực và do đó được cho là mang tính "nhung lụa", giống như "Cách mạng Nhung", mà đã xảy ra trước đó và được thực hiện bằng các cuộc biểu tình và hành động ôn hòa quy mô lớn. Ngược lại, các cuộc phân chia hậu cộng sản khác (chẳng hạn như tại Liên Xô và Nam Tư) đều tạo thành các xung đột bạo lực. Tiệp Khắc là quốc gia duy nhất trước đây thuộc khối phương Đông đã phân chia hoàn toàn trong hòa bình. Trong những năm tiếp theo, khi nền kinh tế Slovakia gặp khó khăn, người Slovakia bắt đầu mô tả việc giải thể như một "cuộc ly hôn mài mòn".

## Nguyên nhân
Có một số lý do đã được đưa ra cho việc giải thể Tiệp Khắc, với các cuộc tranh luận chính tập trung vào việc liệu việc giải thể là không thể tránh khỏi hoặc liệu việc giải thể xảy ra cùng với hoặc thậm chí trái ngược với các sự kiện xảy ra giữa Cách mạng Nhung năm 1989 và sự kết thúc của nhà nước Tiệp Khắc vào năm 1992.
Những người tranh luận từ lập trường tất yếu có xu hướng chỉ ra sự khác biệt giữa hai quốc gia, có từ thời Đế quốc Áo-Hung, và các vấn đề khác. Có những khác biệt về sắc tộc giữa người Séc và người Slovakia, chẳng hạn như các vấn đề với nhà nước chung trong thời cộng sản, sự thành công của nhà nước ở các vùng đất của Séc và sự thất bại của nó ở vùng đất Slovakia mà vẫn dẫn đến việc áp dụng chủ nghĩa cộng sản vì người Séc có ảnh hưởng hơn trong việc điều hành nhà nước hơn người Slovakia, và hiến pháp năm 1968 được quyết định với sự phủ quyết của thiểu số Slovakia.
Những người cho rằng các sự kiện từ năm 1989 đến năm 1992 đã dẫn đến sự tan rã của các yếu tố quốc tế như sự ly khai của các quốc gia vệ tinh của Liên Xô, sự thiếu hụt phương tiện truyền thông thống nhất giữa Séc và Slovakia, và quan trọng nhất là hành động của các nhà lãnh đạo chính trị của cả hai quốc gia, chẳng hạn như những bất đồng giữa Thủ tướng Klaus và Mečiar.

## Khía cạnh pháp luật

### Biểu tượng quốc gia
Vì quốc huy của Tiệp Khắc là một kết hợp của các quốc huy khu vực địa lý lịch sử hình thành đất nước này, mỗi nước cộng hòa chỉ đơn giản giữ lại biểu tượng của riêng mình: con sư tử của Séc và chữ thập kép của Slovakia. Nguyên tắc tương tự cũng được áp dụng cho quốc ca Tiệp Khắc song ngữ gồm hai phần nhạc riêng biệt, khổ thơ tiếng Séc Kde domov můj và khổ thơ tiếng Slovak Nad Tatrou sa blýska. Tranh chấp chỉ xảy ra đối với quốc kỳ Tiệp Khắc. Trong các cuộc đàm phán năm 1992 về các chi tiết của việc giải thể Tiệp Khắc, theo yêu cầu của Vladimír Mečiar và Václav Klaus, một điều khoản cấm sử dụng các biểu tượng nhà nước của Tiệp Khắc bởi các quốc gia kế nhiệm đã được đưa vào luật hiến pháp về việc giải thể Tiệp Khắc.
Từ năm 1990 đến năm 1992, cờ đỏ và trắng của Bohemia (chỉ khác quốc kỳ Ba Lan về tỷ lệ màu sắc) chính thức là quốc kỳ của Cộng hòa Séc. Cuối cùng, sau khi tìm kiếm các biểu tượng mới, Cộng hòa Séc đã đơn phương quyết định bỏ qua luật hiến pháp về việc giải thể Tiệp Khắc (Điều 3 của Luật 542/1992 quy định rằng "Cộng hòa Séc và Cộng hòa Slovakia sẽ không sử dụng các biểu tượng quốc gia của Séc và Cộng hòa Liên bang Slovak sau khi giải thể. ") và giữ quốc kỳ Tiệp Khắc, với một ý nghĩa đã thay đổi. Slovakia, trong khi đó đã thông qua lá cờ truyền thống của mình; tuy nhiên, ngay trước khi độc lập, vào ngày 3 tháng 9 năm 1992, quốc huy nước này đã được thêm vào để tránh nhầm lẫn với các lá cờ tương tự của Nga và Slovenia.

### Lãnh thổ
Lãnh thổ quốc gia giữa hai nước được phân chia dọc theo biên giới nội bộ hiện có, nhưng biên giới không được xác định rõ ràng ở một số điểm và ở một số khu vực, biên giới cắt ngang qua các đường phố, đường đi và cộng đồng đã tồn tại hàng thế kỷ. Các vấn đề nghiêm trọng nhất xảy ra xung quanh các khu vực sau:
- U Sabotů hoặc Šance (cs: Šance (Vrbovce)) - là một phần lịch sử của Moravia, được trao cho Slovakia năm 1997
- Sidonie hoặc Sidónia (cs: Sidonie) - một phần lịch sử của Hungary (bao gồm toàn bộ lãnh thổ Slovakia ngày nay cho đến năm 1918), được trao cho Cộng hòa Séc vào năm 1997
- Khu giải trí Kasárna (cs: Kasárna (Makov)) - theo lịch sử Moravian, tranh chấp giữa Moravia và Hungary từ thế kỷ 16, chính thức là một phần của Hungary từ năm 1734; chỉ có thể đến bằng ô tô từ phía Séc cho đến đầu những năm 2000; vẫn thuộc về Slovakia bất chấp sự phản đối gay gắt từ các chủ sở hữu bất động sản chủ yếu là người Séc, khi các bất động sản của họ đã chạy ra nước ngoài.

Hai quốc gia mới đã giải quyết những khó khăn thông qua đàm phán với nhau, bồi thường tài chính và sau đó là một hiệp ước quốc tế về sửa đổi biên giới.
Tuy nhiên, những người sống hoặc sở hữu tài sản ở khu vực biên giới tiếp tục gặp phải các vấn đề thực tế cho đến khi cả hai quốc gia mới tham gia Khu vực Hiệp định Schengen vào năm 2007, khi biên giới trở nên ít quan trọng hơn.

### Phân chia tài sản quốc gia
Hầu hết tài sản liên bang được chia theo tỷ lệ 2:1, tỷ lệ gần đúng giữa dân số Séc và Slovakia ở Tiệp Khắc, bao gồm thiết bị quân đội, cơ sở hạ tầng đường sắt và máy bay. Một số tranh chấp nhỏ, chẳng hạn như dự trữ vàng được lưu trữ ở Praha và cách thức định giá của liên bang, kéo dài vài năm sau khi Tiệp Khắc giải thể.

### Phân chia tiền tệ

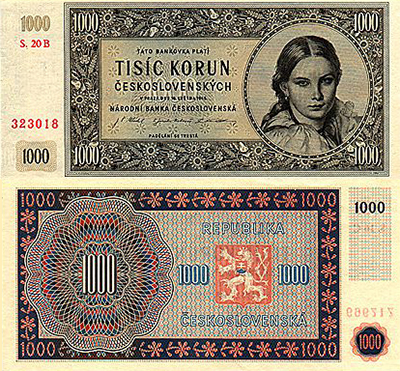
Tờ 1000 korun československých từ năm 1945

Ban đầu, tiền tệ cũ của Tiệp Khắc, koruna Tiệp Khắc, vẫn được cả hai quốc gia sử dụng. Những lo ngại về thiệt hại kinh tế của Séc đã khiến việc áp dụng hai loại tiền tệ quốc gia sớm được áp dụng vào ngày 8 tháng 2 năm 1993. Vào thời kỳ đầu, các đồng tiền có tỷ giá hối đoái ngang nhau, nhưng giá trị của koruna Slovak sau đó thường thấp hơn koruna Séc (vào năm 2004, thấp hơn khoảng 25–27%). Vào ngày 2 tháng 8 năm 1993, cả hai loại tiền được phân biệt bằng các con tem khác nhau, lần đầu tiên được dán lên và sau đó được in trên tiền giấy koruna cũ của Tiệp Khắc.
Vào ngày 1 tháng 1 năm 2009, Slovakia đã sử dụng đồng euro làm tiền tệ của mình với tỷ giá hối đoái là 30.126 SK/€ và đồng xu €2 kỷ niệm năm 2009, đồng xu đầu tiên của Slovakia, đặc trưng cho lễ kỷ niệm 20 năm Cách mạng Nhung để tưởng nhớ cuộc đấu tranh chung của người Czechslovakia ủng hộ dân chủ. Như một định mệnh kỳ lạ, bài phát biểu chào mừng đại diện cho Liên minh Châu Âu nhân dịp Slovakia gia nhập khu vực đồng tiền chung châu Âu đã được Mirek Topolánek, thủ tướng của nước chủ trì, Cộng hòa Séc, phát biểu một cách tự nhiên bằng tiếng mẹ đẻ, trong khi những vị khách mời khác lại sử dụng tiếng Anh. Cộng hòa Séc tiếp tục sử dụng koruna Séc làm đơn vị tiền tệ.

### Luật quốc tế
Cả Cộng hòa Séc và Slovakia đều không tìm kiếm sự công nhận là quốc gia kế thừa duy nhất của Tiệp Khắc. Điều này có thể trái ngược với sự tan rã của Liên bang Xô viết, khi Liên bang Nga được công nhận là quốc gia kế thừa không chỉ của nước Nga XHCN mà còn của cả Liên bang Xô viết . Do đó, tư cách thành viên của Tiệp Khắc trong Liên Hợp Quốc chấm dứt sau khi đất nước này bị giải thể, nhưng vào ngày 19 tháng 1 năm 1993, Cộng hòa Séc và Slovakia đã được đưa vào LHQ như là các quốc gia mới, riêng biệt.
Đối với các điều ước quốc tế khác, Séc và Slovakia đồng ý tôn trọng các nghĩa vụ trong hiệp ước của Tiệp Khắc. Người Slovakia đã chuyển một lá thư tới Tổng thư ký Liên hợp quốc vào ngày 19 tháng 5 năm 1993, bày tỏ ý định tiếp tục là một bên của tất cả các hiệp ước mà Tiệp Khắc đã ký và phê chuẩn, đồng thời phê chuẩn các hiệp ước đã ký nhưng chưa được phê chuẩn trước khi giải thể Tiệp Khắc. Bức thư thừa nhận rằng theo luật pháp quốc tế, tất cả các hiệp ước mà Tiệp Khắc đã ký và phê chuẩn sẽ vẫn có hiệu lực. Ví dụ, cả hai nước đều được công nhận là bên ký kết Hiệp ước Nam Cực kể từ ngày Tiệp Khắc ký hiệp định năm 1962.
Cả hai quốc gia đều đã phê chuẩn Công ước Vienna về sự kế vị của các quốc gia đối với các Hiệp ước, nhưng nó không phải là một yếu tố dẫn đến việc giải thể Tiệp Khắc vì nó không có hiệu lực cho đến năm 1996.

## Tình hình sau chia cắt

### Kinh tế
Việc phân chia đã có một số tác động tiêu cực đến hai nền kinh tế, đặc biệt là vào năm 1993, khi các liên kết truyền thống bị cắt đứt để phù hợp với bộ máy quan liêu của thương mại quốc tế, nhưng tác động là ít hơn đáng kể so với dự kiến của nhiều người.
Liên minh thuế quan giữa Cộng hòa Séc và Slovakia vẫn duy trì từ khi giải thể cho đến ngày 1 tháng 5 năm 2004, khi cả hai nước gia nhập Liên minh Châu Âu.
Nhiều người Séc hy vọng rằng việc giải thể sẽ nhanh chóng bắt đầu một kỷ nguyên tăng trưởng kinh tế cao ở Cộng hòa Séc, khi Séc không còn phải tài trợ cho "Slovakia kém phát triển". Tương tự, những người khác trông đợi một Slovakia độc lập chưa được khai thác có thể trở thành một "con hổ kinh tế" mới.
Theo tờ The Prague Post, "GDP của Slovakia đạt 95% GDP của Séc, và có khả năng sẽ tăng cùng mức với nó. Tổng sản phẩm quốc dân (GNP) của Slovakia, bao gồm thu nhập của công dân ở nước ngoài và trừ tiền các công ty đa quốc gia chuyển ra khỏi đất nước này, cao hơn so với Séc. Lương hưu cho người già ít nhiều ở mức tương đương ở cả hai nước và mức tiêu dùng bình quân đầu người cao hơn một chút ở Slovakia. Tuy nhiên, mức lương trung bình ở Slovakia thấp hơn 10% so với ở Cộng hòa Séc".
Tuy nhiên, Martin Filko, người đứng đầu Viện Chính sách Tài chính của Bộ Tài chính Slovakia, chỉ ra rằng Slovakia nằm trong số các quốc gia EU có mức lương thấp nhất trong GDP. Nói cách khác, thu nhập của một số người đến từ các nguồn khác ngoài việc làm chính của họ, điều này làm giảm chênh lệch thực tế giữa lương của người Séc và người Slovakia.
Slovakia có sự ổn định chính trị cao hơn Cộng hòa Séc. Tính đến năm 2018, người Slovakia chỉ có 4 thủ tướng kể từ năm 1998, nhưng người Séc đã có 10 thủ tướng. Người Slovakia đã trở thành một phần không thể thiếu của EU do họ chấp nhận đồng euro và quyết tâm hơn khi tham gia vào các liên minh tài chính và ngân hàng. Ở Cộng hòa Séc, cánh hữu đã mở cửa nền kinh tế, và cánh tả đã tư nhân hóa các ngân hàng và thu hút các nhà đầu tư nước ngoài.
Cho đến năm 2005, GDP của hai nước đang tăng với tốc độ tương đương. Tuy nhiên, từ năm 2005 đến 2008, nền kinh tế Slovakia tăng trưởng nhanh hơn nền kinh tế Séc. Các nhà kinh tế đồng ý rằng sự tăng trưởng này là do các cải cách cánh hữu của chính phủ Mikuláš Dzurinda và lời hứa sử dụng đồng euro, đã thu hút các nhà đầu tư.
Khi nhà dân túy cánh tả Robert Fico thay thế Dzurinda làm thủ tướng Slovakia sau 8 năm vào năm 2006, ông chỉ giảm vừa phải các cải cách của cánh hữu, nhưng ông không bãi bỏ chúng, không giống như Đảng Dân chủ Xã hội Séc (ČSSD).
Trong khi đó, Séc có ba thủ tướng ČSSD trong bốn năm (2002–06), tiếp theo là một nội các trung hữu đang lung lay, cắt giảm và đơn giản hóa thuế nhưng không thúc đẩy được các cải cách khác và không muốn áp dụng đồng euro vì khủng hoảng tài chính và lập trường tư tưởng của Đảng Dân chủ Công dân.